# Campagnolo
Campagnolo es una empresa italiana líder en la creación y fabricación de componentes para el ciclismo. Fue creada por Tullio Campagnolo el 11 de noviembre de 1927 (97 años), y actualmente fabrica todo tipo de componentes para el ciclismo en ruta. Su principal competencia viene dado por las compañías Shimano y SRAM.

## Historia
La actividad de Campagnolo comenzó en 1933 en un pequeño taller de Vicenza. Su fundador, Tullio Campagnolo, a comienzos de los años 20 era ya una joven promesa del ciclismo italiano. Y precisamente debido a una de estas carreras ciclistas, exactamente el día 11 de noviembre de 1927, nació la aventura deportivo-industrial de Campagnolo. De una derrota debida a las adversas condiciones atmosféricas, en el Paso Croce d'Aune de las Dolomitas, nació la primera idea Campagnolo: un cierre rápido para los bujes de las ruedas que, junto con mejoras sucesivas, determinará el desarrollo de la bicicleta deportiva moderna. En 1930 se patenta y presenta oficialmente al mundo de la mecánica de precisión para el deporte, el famoso «cambio de varilla».
Se trata solamente del primer paso: nuevos proyectos y patentes modifican radicalmente el mundo del ciclismo y, por lo que afirman los más grandes campeones de la época, los productos Campagnolo se convierten en sinónimo de éxitos y triunfos. De las victorias a la fama el paso es muy corto y Campagnolo, para hacer frente a los crecientes pedidos procedentes de varios mercados, debe adecuarse y desarrollar también sus dimensiones. Las más importantes y famosas empresas fabricantes de bicicletas de la época empiezan también a usar con éxito los productos Campagnolo. Del «cambio de varilla» se pasa al cambio de «paralelogramo articulado» que abre el camino al ciclismo moderno y que vincula indisolublemente el nombre del inventor al componente.
El período entre 1930, año en el que se realizó la primera patente, y 1940 representa la puesta en marcha de la sociedad Campagnolo. Tullio Campagnolo cesa su actividad de ciclista profesional para dedicarse exclusivamente a la empresarial. Los factores que determinan su éxito son su propia experiencia directa, el tesón, el perfeccionismo técnico y la gran capacidad publicitaria que logrará vincular el nombre de los más famosos corredores de aquel tiempo con el cambio Campagnolo.
En 1940 Tullio Campagnolo contrata su primer empleado. Inmediatamente pasada la guerra, la empresa registra un asombroso éxito que le permite crecer rápidamente llegando a tener, en 1950, 123 empleados a su cargo, y entrando de esta manera a formar parte de la industria vicentina media. Tullio Campagnolo no deja de buscar nuevas soluciones técnicas; después del cambio y del desviador del cambio, inicia la producción de bielas, frenos, juegos de dirección, platos, etc. En el 2008 se han sacado grupos nuevos de 11v (es decir, de once velocidades o relaciones de cambio).

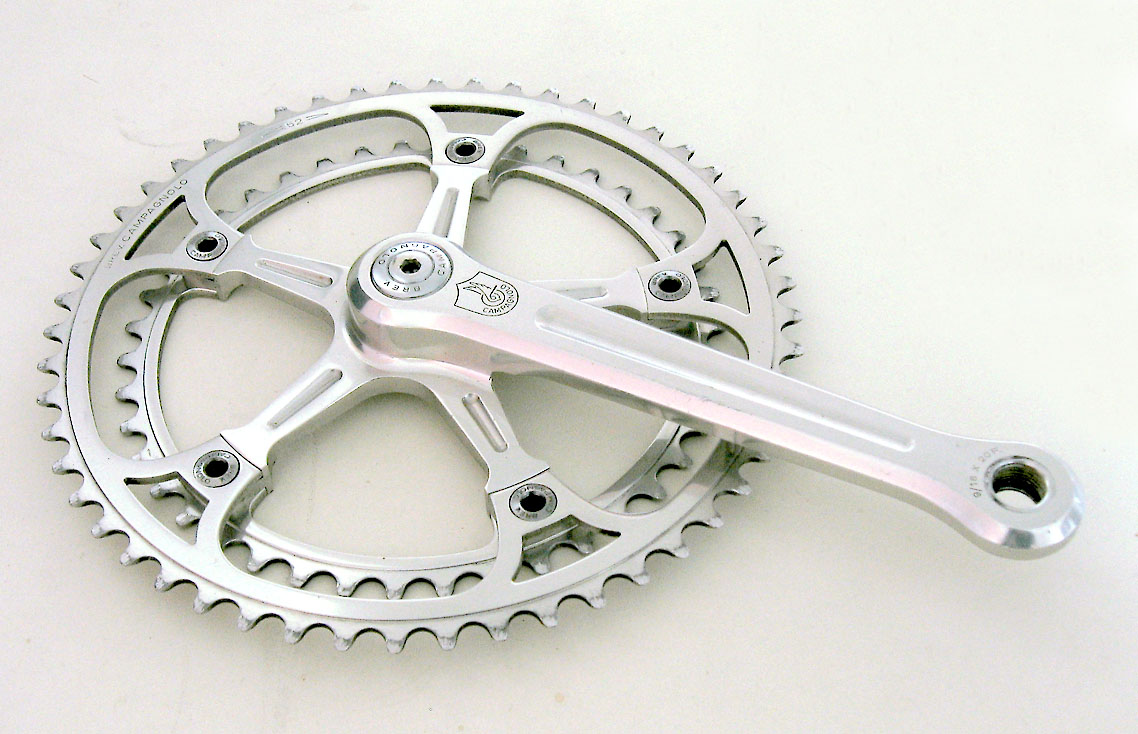
Platos y bielas Campagnolo Super Record, fabricado en 1981

## Grupos
Actualmente se fabrican de
10v, 11v y 12v. Se distinguen por dos tipos de acabado: el básico metálico y el de fibra de carbono.
- Super Record (12v) y Super Record EPS (12v)
- Record (12v)
- Record pista (para su uso en ciclismo en pista)
- Chorus (12v)
- Potenza 11v
- Centaur (11v)
- Veloce (10v)

## Ruedas
- Aluminio
  - Shamal Mille
  - Shamal Ultra
  - Zonda
  - Scirocco
  - Khamsin
  - Calima
- Carbono
  - Bora WTO
  - Bora Ultra
  - Bora Ultra TT
  - Bora One
  - Ghibli
  - Bora Ultra Pista

## Ganadores delTour de Franciacon Campagnolo
| Año  | Ganador         | País           |
| ---- | --------------- | -------------- |
| 1968 | Jan Janssen     | Países Bajos   |
| 1969 | Eddy Merckx     | Bélgica        |
| 1971 | Eddy Merckx     | Bélgica        |
| 1972 | Eddy Merckx     | Bélgica        |
| 1973 | Luis Ocaña      | España         |
| 1974 | Eddy Merckx     | Bélgica        |
| 1976 | Lucien Van Impe | Bélgica        |
| 1978 | Bernard Hinault | Francia        |
| 1979 | Bernard Hinault | Francia        |
| 1980 | Joop Zoetemelk  | Países Bajos   |
| 1981 | Bernard Hinault | Francia        |
| 1982 | Bernard Hinault | Francia        |
| 1984 | Laurent Fignon  | Francia        |
| 1985 | Bernard Hinault | Francia        |
| 1986 | Greg LeMond     | Estados Unidos |
| 1987 | Stephen Roche   | Irlanda        |
| 1988 | Pedro Delgado   | España         |
| 1990 | Greg LeMond     | Estados Unidos |
| 1991 | Miguel Indurain | España         |
| 1992 | Miguel Indurain | España         |
| 1993 | Miguel Indurain | España         |
| 1994 | Miguel Indurain | España         |
| 1995 | Miguel Indurain | España         |
| 1996 | Bjarne Riis     | Dinamarca      |
| 1997 | Jan Ullrich     | Alemania       |
| 1998 | Marco Pantani   | Italia         |
| 2006 | Óscar Pereiro   | España         |
| 2014 | Vincenzo Nibali | Italia         |
| 2020 | Tadej Pogačar   | Eslovenia      |
| 2021 | Tadej Pogačar   | Eslovenia      |